# Слепынин, Олег Семёнович
Олег Семёнович Слепынин (род. 16 мая 1955, Усть-Омчуг Магаданской области) —  писатель: поэт, прозаик, сказочник, сценарист, публицист - христоцентричной направленности.

## Биография
- окончил школу в г. Сусуман, Политехнический институт в Москве, проживает в Черкассах.[2]
- организатор двух литературных фестивалей — «Летающая крыша» (проводится в г. Черкассы ежегодно с 1998) и «Пушкинское кольцо» (проводится в старинных парках (ежегодно с 2005)
- редактор альманаха «Новые страницы» («Пушкинское кольцо»), член Союза писателей России[источник не указан 1619 дней] (1997).

## Награды
- лауреат Международной литературной премии им. Юрия Долгорукого (2005)[4]
- лауреат Международной журналистской премии «Русский мир» (2005)[5]
- лауреат Международной литературной премии «Русская премия» (под председательством Ч. Айтматова, 2006)
- Премия кинофестиваля «Радонеж» в конкурсе сценариев «Вера, Надежда, Любовь», номинация «За лучший сценарий фильма о современности для семейного просмотра» (сценарий полнометражного художественного фильма «Самородок») (2011)[6]

## Отзывы
"Герой Слепынина бежит не только от родственников, но и от себя. Параллельно он соотносит себя с историческим фоном. ... герой Слепынина становится антропоморфной моделью глобальной истории..." 
Геронимус Василий https://pechorin.net/raz/271